# Waco (Texas)
Waco is een stad in de Amerikaanse staat Texas (USA) met, volgens Amerikaanse overheidsstatistieken, 143.984 inwoners in 2022.
Waco ligt aan de  Brazos River. Deze wordt overspannen door de monumentale hangbrug Waco Suspension Bridge, die in 1869 werd voltooid. 

## Geschiedenis
Waco is genoemd naar een volk van Native Americans, de Hueco of Waco, een onderdeel van het volk der Wichita. Dezen worden in 1824 voor het eerst in een document vermeld. De stad Waco ontstond na 1848.
In het laatste kwart van de 19e en het eerste kwart van de 20e eeuw, onder andere in 1916, vonden in en rondom de stad enige beruchte, veelal door racisme geïnspireerde lynchpartijen plaats, gericht tegen Afro-Amerikanen.
Op 15 september 1896 vond op een locatie 24 km van Waco vandaan The Crash at Crush plaats. Bij wijze van spectaculaire show zou men twee stoomlocomotieven met grote snelheid frontaal op elkaar laten botsen. Circa 40.000 toeschouwers zagen, hoe bij de botsing ook de beide stoomketels van de locs explodeerden. Helaas belandden brokstukken hiervan tussen het publiek, wat twee of drie mensen het leven kostte.
Op 11 mei 1953 werd Waco door een tornado getroffen. Deze natuurramp eiste 114 mensenlevens. 
De stad haalde in 1993 het wereldnieuws door de inval van de FBI bij een sekte, genaamd Branch Davidians, waarbij veel slachtoffers vielen. 
Op 18 mei 2015 vond er in de stad een vuurgevecht plaats tussen motorbendes. Ten minste negen mensen kwamen om het leven.

## Sport
De universitaire sportvereniging, tevens de belangrijkste sportclub van de stad, heet Baylor Bears. Vooral het American football- en het basketbalteam (zowel vrouwen als mannen) zijn van hoog niveau.

## Openbare instellingen, musea e.d.
In de stad bevindt zich sinds 1861 de prestigieuze baptistische Baylor University. 
In 2015 werd het Waco Mammoth National Monument, met museum, geopend. Hier zijn onder andere beenderen van circa 15 van de 24 mammoeten te zien, die vanaf 1978 nabij de stad werden opgegraven. 
Te Waco is een museum gewijd aan de Texas Ranger Division. Ook staat in de stad een museum, dat  gewijd is aan de frisdrank Dr Pepper,  die in Waco in 1885 voor het eerst werd gebrouwen.
Een populaire plek voor recreatie is het 168 hectare grote stadspark Cameron Park. Hierin bevindt zich sedert 1993 de dierentuin Cameron Zoo.

## Demografie
Ongeveer 23,6 % van de bevolking van Waco bestaat uit hispanics en latino's, 22,6 % is van Afrikaanse oorsprong en 1,4 % van Aziatische oorsprong.

## Klimaat
In januari is de gemiddelde temperatuur 7,3 °C, in juli is dat 29,8 °C. Jaarlijks valt er gemiddeld 811,8 mm neerslag (gegevens op basis van de meetperiode 1961-1990).

## Plaatsen in de nabije omgeving
De onderstaande figuur toont nabijgelegen plaatsen in een straal van 12 km rond Waco.

## Geboren in Waco
- Corinne Griffith (1894-1979), actrice en auteur
- Charles Wright Mills (1916-1962), socioloog
- Doris Miller (1919-1943), onderscheiden kok van de Amerikaanse marine
- Robert Wilson (1941-2025), theaterregisseur
- Terrence Malick (1943), filmregisseur en scenarioschrijver
- Steve Martin (1945), acteur, komiek en producer
- Roy Hargrove (1969-2018), jazztrompettist
- Jennifer Love Hewitt (1979), actrice en zangeres
- Kenrich Williams (1994), basketballer